# Marketing audit
Marketing audit è un esame completo, sistematico, indipendente e periodico della società relativamente all'analisi ambientale, agli obiettivi, alle strategie e alle attività operative di marketing e i sistemi organizzativi di un'azienda, al fine di determinare le aree problematiche e le opportunità e di raccomandare un piano d'azione per migliorare le performance di marketing aziendali.
Il marketing audit è una tecnica di controllo del prodotto. È utilizzata dal product manager e consiste nel riesaminare la posizione del prodotto nel mercato per accertare se debba continuare a essere offerto alle condizioni correnti oppure vada migliorato, modificato o eliminato.
Viene effettuato un sondaggio d'opinione (che può essere di tipo diverso a seconda del prodotto o della politica di marketing aziendale) e successivamente all'analisi dei risultati per valutare se il prodotto risponde alle richieste del marketing mix.
Prima del marketing audit si procede alla SWOT analysis e alle altre procedure tipiche del marketing.